# Jan Mucha
Jan Mucha (ur. 16 maja 1941 w Mikołowie, zm. 15 maja 2014) – polski żużlowiec.
Przez 22 lata był zawodnikiem Śląska Świętochłowice, a przez 14 lat członkiem kadry narodowej. Był czterokrotnym finalistą IMŚ. Dwanaście razy uczestniczył w finałach IMP. Dwukrotnie (1970, 1974) zdobył brązowe medale DMŚ.
Urodził się jako syn Edmunda (1905-2000) i Gertrudy z d. Kołodziej (1913-2007)

## Starty w lidze
Liga polska
- Śląsk Świętochłowice (1958-1979[2])

## Osiągnięcia
Indywidualne Mistrzostwa Świata
- 1969 -  Wembley - 10. miejsce - 7 pkt → wyniki
- 1970 -  Wrocław - 11. miejsce - 6 pkt → wyniki
- 1973 -  Chorzów - 9. miejsce - 7 pkt → wyniki
- 1977 -  Göteborg - 16. miejsce - 1 pkt → wyniki

Drużynowe Mistrzostwa Świata
- do uzupełnienia

Indywidualne Mistrzostwa Polski
- do uzupełnienia

Złoty Kask
- do uzupełnienia

## Inne ważniejsze turnieje
| Osiągnięcia: | Osiągnięcia: | Zwycięstwo (1965) | Zwycięstwo (1965) | Zwycięstwo (1965) | Zwycięstwo (1965) |
| Sezon        | Miasto       | Msc               | Pkt               | Biegi             | Kluby             |
| 1964         | Leszno       | 5                 | 8                 | (3,2,1,2)         | Świętochłowice    |
| 1965         | Leszno       | 1                 | 11+3              | (3,3,3,2)+3       | Świętochłowice    |